# Carlos Miguel Prieto
Carlos Miguel Prieto (Città del Messico, 14 novembre 1965) è un direttore d'orchestra e direttore artistico messicano naturalizzato statunitense.

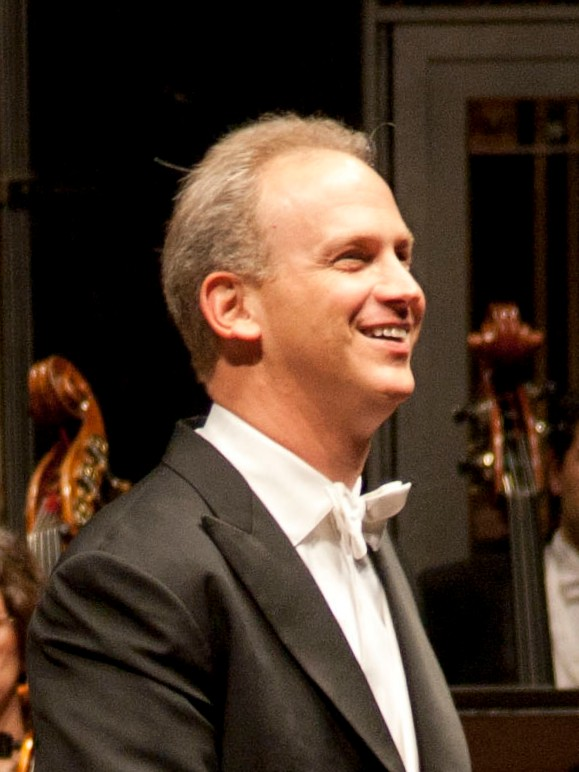
Carlos Miguel Prieto nel 2014.

È uno dei principali personaggi della musica classica messicana. È direttore d'orchestra e direttore musicale della Louisiana Philharmonic Orchestra di New Orleans e dell'Orchestra of the Americas a Washington, DC. Nel suo paese natale è il direttore musicale dell'Orchestra Filarmonica di Città del Messico e dell'Orquesta Sinfónica de Minería.

## Biografia
Prieto è cresciuto in una famiglia di musicisti; suo padre è un violoncellista e spesso ha collaborato con Yo-Yo Ma e suo nonno faceva parte del consiglio dell'Orquesta Sinfónica Nacional. In tenera età iniziò a suonare il violino e continuò a praticare musica durante la sua giovinezza, anche durante il periodo in cui era impegnato sia all'Università di Princeton che all'Università Harvard. Prieto è laureato in ingegneria elettronica a Princeton ed ha conseguito un Master in Business Administration ad Harvard.
Prieto ha frequentato corsi di direzione alla Pierre Monteux School nel Maine ed al Tanglewood Music Center. Ha studiato direzione d'orchestra con Jorge Mester, Enrique Diemecke, Charles Bruck e Michael Jinbo.

## Carriera
Dal 1998 al 2002, Prieto fu direttore musicale della Mexico City Philharmonic Orchestra, dove debuttò professionalmente nel 1995. Nel 2002 Prieto diventò direttore musicale dell'Orchestra Sinfonica di Xalapa, carica che ricoprì fino al 2007. In questo periodo Prieto è stato anche direttore assistente dell'Orchestra sinfonica di Houston (2003-2006) e direttore musicale della Huntsville Symphony Orchestra di Huntsville, Alabama dal 2003 al 2011.
Carlos Miguel Prieto fu nominato direttore musicale dell'Orquesta Sinfónica Nacional de Mexico nel 2007 e dell'Orquesta Sinfónica de Minería nel 2008. È fondatore e direttore musicale del Mozart-Haydn Festival, una serie annuale di sei concerti con l'Orquesta Sinfónica de Minería, dedicata alla musica sinfonica di questi due compositori.
Fu nominato direttore musicale della Louisiana Philharmonic Orchestra nel 2005, una settimana prima che l'uragano Katrina colpisse New Orleans. Insieme, Prieto e LPO fecero parte del rinnovamento culturale di New Orleans, aiutando a riaprire lo storico Orpheum Theatre, che era stato danneggiato dall'uragano Katrina. Prieto ha guidato l'orchestra nel suo debutto alla Carnegie Hall il 27 febbraio 2018.
Forte sostenitore dell'educazione musicale e della formazione dei talenti musicali, Prieto è stato associato con l'Orchestra delle Americhe sin dal suo inizio nel 2002. Fu nominato direttore principale quell'anno e ricoprì quel ruolo fino al 2011, quando fu nominato direttore musicale. Prieto ha anche diretto il gruppo NYO2 della Carnegie Hall in due concerti nell'estate del 2018, portando giovani musicisti di età compresa tra i 14 ei 17 anni da una varietà di estrazioni culturali e comunità negli Stati Uniti che sono spesso poco considerati dal mondo della musica classica.
Protagonista della musica contemporanea, in particolare dei compositori latinoamericani, Prieto ha diretto oltre 100 prime mondiali di opere di compositori messicani e americani, molti dei quali sono stati commissionati da lui.
Come direttore ospite, Prieto ha diretto spettacoli con molte orchestre nordamericane, tra cui le orchestre sinfoniche di Boston, Chicago, Seattle, Dallas, Toronto, Houston, Vancouver e molte altre orchestre nordamericane. Ha diretto anche tutte le maggiori orchestre del Messico e ha diretto orchestre in tutta Europa, Russia, Israele e America Latina, tra cui la New Japan Philharmonic in Giappone, la Frankfurt Radio Symphony Orchestra, la NDR Radiophilharmonie Hannover al Rheingau Festival, NDR Sinfonieorchester, Orchestre National de Lyon, BBC Philharmonic, BBC Scottish Symphony, Orchestre Philharmonique de Strasbourg e Lucerne Symphony Orchestra.
Violinista affermato, Carlos Miguel Prieto ha suonato come solista con la National Symphony Orchestra del Messico ed ha partecipato a molti festival musicali. Continuando una tradizione di famiglia che risale a quattro generazioni (Carlos Miguel Prieto è figlio del violoncellista messicano Carlos Prieto), è stato anche membro del Cuarteto Prieto, con il quale si è esibito nelle sale più importanti del Messico, negli Stati Uniti. e in tutta Europa.

## Registrazioni
Carlos Miguel Prieto ha registrato per le etichette Urtext, Sony Classical, Naxos e Avanticlassic. Per Urtext ha realizzato una serie di registrazioni di musica latinoamericana e messicana. La sua registrazione nel 2009 del Concerto per violino di Korngold con il violinista Philippe Quint e dell'Orquesta Sinfónica de Minería per Naxos ha ricevuto due nomination ai Grammy. Nel 2013 è stato pubblicato un set di 12 DVD delle sinfonie di Mahler, eseguito dall'Orquesta Sinfónica de Minería e diretto da Prieto. Nel 2016, Gabriela Montero, Carlos Miguel Prieto e YOA Orchestra of the Americas hanno vinto il premio per il miglior album classico ai Latin Grammy Awards per una registrazione di musica di Rachmaninov e Gabriela Montero.

## Premi e riconoscimenti
Tra gli onori conferiti a Carlos Miguel Prieto ci sono:
- Ordine di Orange-Nassau, Grado di Ufficiale, del governo del Regno dei Paesi Bassi
- Direttore dell'anno 2002, dall'Unione messicana di critici musicali e teatrali
- Medaglia di Mozart d'onore offerta dal governo del Messico e dall'Ambasciata d'Austria nel 1998.
- Nel 2007, Prieto è stato delegato del Messico al Forum economico mondiale di Davos.